# Leptomys arfakensis
Leptomys arfakensis  (Musser, Helgen & Lunde, 2008) è un roditore della famiglia dei Muridi endemico della Nuova Guinea.

## Descrizione

### Dimensioni
Roditore di medie dimensioni, con la lunghezza della testa e del corpo tra 138 e 151 mm, la lunghezza della coda tra 146 e 146 mm, la lunghezza del piede tra 36 e 39 mm e la lunghezza delle orecchie tra 21 e 21 mm.

### Aspetto
La pelliccia è soffice e vellutata. Il colore delle parti dorsali è bruno fulvo, giallastro sui fianchi, mentre le parti ventrali sono bianche. È presente una striscia mediana di pelle priva di peli che attraversa le spalle e si estende in avanti fino alla fronte. Una maschera scura è presente intorno agli occhi. Le orecchie sono grandi, marroni scure e cosparse di piccoli peli scuri. Le vibrisse sono lunghe fino a 70 mm.  La coda è lunga quanto la testa ed il corpo, è marrone scuro con l'estremità  bianca, è ricoperta da 17-18 anelli di scaglie per centimetro ed è praticamente priva di peli.

## Biologia

### Comportamento
È una specie terricola.

## Distribuzione e habitat
Questa specie è diffusa nella penisola di Vogelkop, nell'estrema parte nord-occidentale della Nuova Guinea.
Vive probabilmente in foreste tropicali basso-montane a 1.000 metri di altitudine.

## Conservazione
Questa specie, essendo stata scoperta solo recentemente, non è stata sottoposta ancora a nessun criterio di conservazione.